# (32777) 1987 QF1
1987 QF1 (asteroide 32777) é um asteroide da cintura principal. Possui uma excentricidade de 0.19364740 e uma inclinação de 2.26982º.
Este asteroide foi descoberto no dia 21 de agosto de 1987 por Zdenka Vávrová em Kleť.